# Sergio Tejera Rodríguez
Sergio Tejera Rodríguez   (Barcelona, 28 de maig de 1990) és un futbolista català professional que juga just darrere dels davanters a la posició de migcampista atacant, actualment a l'APOEL FC. És internacional amb la selecció catalana.

## Carrera esportiva
El Chelsea va fitxar en Tejera del filial de l'Espanyol durant l'estiu del 2006 en un nou cas Cesc Fàbregas. D'altres clubs que també s'interessaren per ell foren el Reial Madrid, FC Barcelona, Manchester United FC i Tottenham Hotspur FC. Va començar a figurar entre els reserves del Chelsea a les darreries de la temporada 2006-2007 (després d'estar mitja temporada al filial on va fer 3 gols) i també representà la selecció de l'estat espanyol sub-17 l'any 2007. El Sergio destaca per ser un gran distribuïdor de joc, amb molta visió, que, a més a més, és esquerrà.
Tejera va ser considerat com un dels '50 joves amb més futur a tot el món del futbol' ('50 most exciting teenagers in the world game') el novembre del 2007 per la revista World Soccer.
Forma part d'una gran generació de futbolistes catalans juntament amb Bojan Krkić, Cesc Fàbregas, Piqué i Ferran Coromines.
A principis del 2009, el RCD Mallorca, es va fer amb la seva cessió. Al final de temporada i després de destacar al filial, l'equip mallorquí es decidí a fitxar-lo exercint l'opció de compra de 500.000 euros, i fou fitxat pel RCD Espanyol per la temporada 2012-2013 a canvi de Javier Márquez Moreno i 1,2 milions d'euros.
El darrer tram de la temporada 2013-14, Tejera fou cedit al Deportivo Alavés, una cessió que fou renovada per la temporada 2014-15.
Tejera va rescindir el seu contracte amb l'Espanyol el 8 de juliol de 2015, i per la temporada 2015-16, va fitxar pel Club Gimnàstic de Tarragona. L'11 de juny de 2018, va signar un contracte de dos anys amb el club Real Oviedo de Segona Divisió.
El 2 de juliol de 2021, com a agent lliure, va signar un contracte de dos anys amb el FC Cartagena, encara a la segona divisió. Es va traslladar a l'estranger de nou el gener de 2023, i es va incorporar a l'Anorthosis Famagusta FC de la primera divisió xipriota fins al juny de 2024.
El 24 de maig de 2024, Tejera va signar un contracte d'un any amb l'APOEL.

## Internacional

### Selecció catalana
El 3 de gener de 2013 va disputar amb la selecció catalana el Trofeu Catalunya Internacional 2012,  contra la selecció de Nigèria, un partit disputat a l'Estadi de Cornellà-El Prat, que va acabar en empat a 1.